# Kompenzáló nevelés
Kompenzáló nevelés (latinul: 'kiegyenlítő, pótló'): a gyógypedagógiai nevelési folyamatban lehetővé teszi a nehezen fejlődő, ill. a sérülés következtében nem megfelelően működő pszichikus folyamatok helyett az épen működő folyamatokra támaszkodva a személyiség fejlődését.

## Leírása
E felfogás képviselői szerint a kompenzáló nevelés biológiai alapját az idegrendszeri működések kompenzatorikus átrendeződésének, átszervezésének törvényszerűségei képezik; pszichológiai szempontból a Wundt-féle kompenzációs elvre és az ingerfeldolgozások Bischof-féle elveire (kompenzáció, rekonstrukció, korrekció) épül. A kompenzáló nevelés elmélete és gyakorlata a defektológia köréből származik. Eszerint az anomáliás gyermekek defektusainak a kompenzációja a fejlődésnek azt a sajátos folyamatát jelenti, „amelyben kialakulnak a feltételes kapcsolatok új, dinamikus rendszerei; különböző fajtájú pótlások jönnek létre; végbemegy a sérült vagy fejletlen funkciók kijavítása és helyreállítása; kialakulnak a szociális tapasztalat elsajátításának és tevékenységének módjai: fejlődnek a gyermek fizikai és értelmi képességei és egész személyisége.” (Zemcova).
A kompenzáló nevelésnek a különböző típusú fogyatékosok nevelésében más és más tartalma van, attól függően, hogy mely pszichikus funkciókra irányul. Különösen az érzékszervi fogyatékosok,  (hallássérültek, látássérültek) nevelésében kapott nagy szerepet a kompenzáló nevelés. A gyógypedagógia-elmélet a kompenzáló nevelés mellett - különösen az értelmi fogyatékosok nevével kapcsolatban említi a korrekciós, ill. a regenerációs nevelést. A gyógypedagógiai tevékenységnek ezek a formái fogyatékosság következtében megsérült pszichikus funkciók helyreállítását segítik elő.
A fejlődési deficitekre összpontosító gyógypedagógiai szemlélet átalakulási folyamatában a kompenzáló nevelés hangsúlya csökken. A modern gyógypedagógiai terápia az egyéni speciális nevelési szükségletek megismerésére támaszkodva fejleszti azokat az eljárásokat, amelyek - a sérült ember személyiségének másságát elfogadva - segítik őt sajátos kompetenciáinak és identitásának kialakításában.